# 山野由美子
山野 由美子（やまの ゆみこ、1988年7月27日 - ）は、石川県金沢市出身の元ハンドボール選手。日本ハンドボールリーグのソニーセミコンダクタマニュファクチャリング、韓国リーグのSKシュガーグライダーズ（SK슈가글라이더즈）に所属していた。

## 経歴
小松市立高等学校時代は2005年に第1回アジアユース選手権大会の日本代表U-18に選出され、2006年には第1回女子ユース世界選手権の日本代表U-18に選出された。
高校卒業後は筑波大学へ進学。2008年から年齢別強化指定選手に選ばれ、同年の関東学生ハンドボール・春季リーグでは優秀新人賞を受賞。2010年の全日本学生ハンドボール選手権大会（インカレ）では優秀選手賞を受賞した。同年の関東学生ハンドボールの春季・秋季リーグでも優秀選手賞を受賞している。
2011年に日本ハンドボールリーグのソニーセミコンダクタへ加入。加入直後の4月に行われた日韓定期戦で日本代表に初選出された。同年7月の第1回全日本社会人ハンドボール選手権大会では最優秀新人賞を受賞。日本リーグ開幕前にはロンドンオリンピック・アジア予選の日本代表に選出された。
2011-12年シーズンは1年目ながらリーグ2位の得点（109得点）を記録し、7mスローはリーグトップの35得点を挙げ、最優秀新人賞とベストセブンに選ばれた。シーズン途中には第20回女子世界選手権の日本代表に選出され、6得点を挙げた。
2012年はロンドン五輪・世界最終予選の日本代表に選出された。
この年は肩の怪我により出場機会を減らす。
2014-15年シーズンは怪我により全試合欠場。
2015年、2年間の怪我を乗り越え、No Pain, No Gainをモットーとして復帰。
2017-18年シーズン、主将に就任。2017年のジャパンカップではJHL選抜に選ばれた。同年の第7回社会人選手権ではベストセブンに選出。
2018-19年シーズン、練習中に前十字靭帯を痛め、リーグ後半戦を欠場。
2020年2月1日、リーグ戦に復帰。7mスロー役として残り試合に出場。2月9日にはリーグ通算300得点を達成した。
2020年4月、現役引退を発表。リーグ戦プレーオフが新型コロナウイルスの影響により中止となったため、2月23日のアランマーレとのリーグ最終戦（国分体育館）が国内最後の出場となった。
2020年10月、韓国のSKシュガーグライダーズからのオファーを受け、
引退を撤回して現役復帰。１シーズンプレーし、再度現役引退した。
独特のフォームからの左腕で豪快に投げるロングシュートを武器とし、肩や膝の大怪我に苦しみながらも10年間活躍した。

## 詳細情報

### 年度別成績
| 年              | チーム          | 試合 | フィールド 得点 | 率   | 7m    | 合計    | 警告 | 退場 | 失格 |
| --------------- | --------------- | ---- | --------------- | ---- | ----- | ------- | ---- | ---- | ---- |
| 2011-12         | ソニー          | 15   | 74/163          | .454 | 35/40 | 109/203 | 4    | 2    | 0    |
| 2012-13         | ソニー          | 12   | 24/59           | .407 | 15/20 | 39/79   | 3    | 1    | 0    |
| 2013-14         | ソニー          | 15   | 4/6             | .667 | 0/0   | 4/6     | 0    | 0    | 0    |
| 2014-15         | ソニー          | 0    | -               | -    | -     | -       | -    | -    | -    |
| 2015-16         | ソニー          | 10   | 16/54           | .328 | 1/1   | 21/62   | 2    | 1    | 0    |
| 2016-17         | ソニー          | 18   | 37/109          | .339 | 0/0   | 37/109  | 3    | 4    | 0    |
| 2017-18         | ソニー          | 23   | 67/142          | .472 | 0/0   | 67/142  | 1    | 1    | 0    |
| 2018-19         | ソニー          | 10   | 22/47           | .468 | 0/0   | 22/47   | 1    | 1    | 0    |
| 2019-20         | ソニー          | 6    | 0/0             | -    | 13/15 | 13/15   | 0    | 0    | 0    |
| JHL：9年        | JHL：9年        | 109  | 244/580         | .421 | 64/76 | 308/656 | 14   | 10   | 0    |
| 2020-21         | SK              | 14   | 8/11            | .727 | 3/5   | 11/16   | 0    | 0    | 0    |
| 韓国リーグ：1年 | 韓国リーグ：1年 | 14   | 8/11            | .727 | 3/5   | 11/16   | 0    | 0    | 0    |

- 各年度の太字はリーグ最高

### タイトル・表彰

#### 日本ハンドボールリーグ
- 最優秀新人賞 (2011年)
- ベストセブン賞：1回 (2011年)
- 7mスロー得点賞：1回 (2011年)

#### 社会人選手権
- 最優秀新人賞 (2011年)
- ベストセブン：1回 (2017年)

### 記録

#### 日本ハンドボールリーグ
- 通算200得点：2017年2月11日、対飛騨高山ブラックブルズ岐阜戦（霧島市国分体育館）[19]
- 通算300得点：2020年2月9日、対三重バイオレットアイリス戦（HOS名張アリーナ）[20]

### 背番号
- 2 (2011年 - 2020年、ソニー)
- 27 (2020年 - 2021年、SK)

## 代表歴

### 日本代表
- オリンピック予選 (ロンドン五輪世界最終予選/アジア予選)
- 世界選手権 (2011年)
- ヒロシマ国際大会 (2011年・2012年)
- 日韓定期戦 (2011年)

### 日本代表U-20
- ジュニアアジア選手権 (2007年)

### 日本代表U-18
- ユース世界選手権 (2006年)
- ユースアジア選手権 (2005年)